# Misumena grubei
Misumena grubei là một loài nhện trong họ Thomisidae.
Loài này thuộc chi Misumena. Misumena grubei được Eugène Simon miêu tả năm 1895.